# Ronald W. Clark
Ronald William Clark (* 2. November 1916; † 9. März 1987) war ein britischer Journalist, Biograf und Autor von Science-Fiction- und Alternate-History-Romanen.

## Leben und Wirken
Ronald W. Clark besuchte die King’s College School und arbeitete ab 1933 als Journalist. Während des Zweiten Weltkriegs war er als Kriegskorrespondent 1944 bei der Landung der Alliierten am D-Day in Juno Beach dabei und berichtete nach dem Krieg von den Nürnberger Prozessen.
Nach dem Krieg wurde er als Autor von Biografien bekannt, vor allem mit einer Biografie über Albert Einstein, an der er drei Jahre schrieb und weltweit in Archiven recherchierte. Er schrieb auch Biografien unter anderem von Charles Darwin, Thomas Alva Edison, Lenin, Benjamin Franklin, Sigmund Freud, J. B. S. Haldane, Bertrand Russell und den US-amerikanischen Kryptologen William F. Friedman. Daneben verfasste er mehrere Bücher über Bergsteigen, Reiseführer über Großbritannien, über Schloss Balmoral, zwei Bücher zur Geschichte der Atombombe und einige Science Fiction und Alternate History Romane, in denen er spekuliert, was geschehen wäre, wenn die Atombombe zur Zeit von Queen Victoria erfunden worden wäre.

## Schriften (Auswahl)
Bergsteigen:
- The Day the Rope Broke: The Story of the First Ascent of the Matterhorn. 1965
- Men, myths and mountains. Weidenfeld and Nicholson 1976
- The Alps. Weidenfeld and Nicholson 1973
- Early Alpine Guides. London 1949, Scribners 1950
- True book about mountaineering. London 1957
- Six great mountaineers, London. Hamilton 1956

Biographien und Geschichte:
- Albert Einstein – Leben und Werk. München, Heyne, 1976, 7. Auflage 1986, englisches Original: Einstein: The Life and Times. New York, World Pub. 1971, ISBN 0-380-01159-X
- Sigmund Freud – Leben und Werk. S. Fischer 1981, Fischer TB 1985, englisches Original: Freud- the man and the cause. Jonathan Cape 1980
- Bertrand Russell – Philosoph, Pazifist, Politiker, Heyne 1984, englisches Original: Bertrand Russell and His World. Thames and Hudson 1981, ISBN 0-500-13070-1
- Charles Darwin – Biographie eines Mannes und einer Idee. Fischer TB 1990, englisches Original: The Survival of Charles Darwin: a biography of a man and an idea, Random House 1984, ISBN 0-380-69991-5
- Edison: The Man Who Made The Future, MacDonald and Jan´s, 1977, ISBN 0-399-11952-3.
- The Man Who Broke Purple: the Life of Colonel William F. Friedman, who Deciphered the Japanese Code in World War II. Weidenfeld and Nicholson 1977.
- Great moments in espionage. London 1963
- Great moments of rescue. London 1959
- Great moments in escaping. London 1958
- The Greatest Power on Earth: The Story of Nuclear Fission. Sidgwick and Jackson, 1980, ISBN 0-283-98715-4
- The birth of the Bomb – the untold story of Britain´s part in the weapon that changed the world. London, Phoenix House, 1961
- The Huxleys, London, Heinemann, New York, McGraw Hill 1968
- JBS: The Life and Work of J.B.S. Haldane, 1968, ISBN 0-340-04444-6
- Sir Winston Churchill. New York 1962
- Sir Mortimer Wheeler. New York 1960
- Sir John Cockcroft. 1959
- Tizard. London, Methuen 1965
- Sir Edward Appleton. Oxford 1971
- War winners. London 1979
- Scientific breakthrough- the impact of modern invention. Putnam 1974
- The life of Ernst Chain: Penicillin and beyond. St. Martins Press 1985
- Benjamin Franklin – a biography. Random House 1983
- Works of man. Viking 1980
- The role of the bomber. London 1977
- Battle for Britain – 16 weeks that changed the course of history. London 1965
- Montgomery of Alamein. London 1960
- Die Erforschungsgeschichte der Erde. Ravensburg, O. Maier 1964
- The rise of the boffins. London 1962[4]

Verschiedenes:
- Royal Albert Hall., London 1958
- Balmoral, Queen Victoria's Highland Home. Thames and Hudson 1981, ISBN 0-500-25078-2

Romane:
- Queen Victoria's Bomb. 1967
- The Last Year of the Old World (US-Titel: The Bomb That Failed). London, Cape, 1970, ISBN 0-224-61778-8